# Citroën Type G
Le Citroën Type G est un modèle de fourgonnette dont les études ont commencé en 1948 en reprenant les travaux effectués sur d'autres modèles précédents.
Les études du Citroën Type G démarrent en 1948, au moment où va être commercialisé le Type H. Il s'agit d'un utilitaire intermédiaire entre la 2CV dont il reprend la motorisation et le Type H dont il est la réduction. La consigne est toujours la même : l'économie.
La plate-forme et les organes de liaison au sol sont l'œuvre des ingénieurs Boisse et Bernard et à la tête de l'étude on retrouve l'ingénieur Lefebvre à qui l'on doit des chefs-d'œuvre comme la Traction, la 2 CV, le Type H.
Il n'y a pas de source, mais certains annoncent que le Type G possède un moteur de 425 cm3 (moteur qui date de 1955), d'autres annoncent un moteur de 475 cm3. Mais puisque l'équipe devait puiser au maximum dans la banque des pièces communes des véhicules Citroën afin de réduire les coûts, il est probable que ce véhicule dispose tout simplement d'un 375 cm3 avec une boîte de vitesses 2 CV, le tout retenu par un berceau avant comme sur toutes les tractions avant.
Les sièges ont le style de ceux des utilitaires d'avant-guerre, le même revêtement que les premiers Type H. Le Type G est monocoque, entièrement tôlé, sans ouverture latérale. Le toit de la cabine est en tôle nervurée. Deux poulains remplacent le pare-chocs arrière, la roue de secours ainsi que le réservoir d'essence se trouvent à droite, dans un compartiment qui se trouve dans le prolongement du passage de roue. Les glaces arrière sont en mica, posées avec des baguettes alu. Les portes sont une copie réduite de celles du Type H, mêmes poignées. Les deux essuie-glaces sont activés à la main.
Le Type G aurait dû prendre le rôle du petit frère utilitaire de la 2 CV AU (la célèbre fourgonnette 2 CV n'existait pas encore à l'époque). À cause de ses faibles performances en charge, l'idée tomba à l'eau en faveur de la célèbre fourgonnette AU extrapolée directement de la 2 CV. Le Type G aurait dû disposer d'un moteur plus puissant mais la banque des pièces était restreinte et, à mi-chemin entre le moteur 375 cm3 de la 2 CV et le 1 628 cm3 de la Traction 7 CV, il n'y avait rien.
Des deux prototypes, celui de la photo a survécu et existe toujours au Conservatoire Citroën à Aulnay (une mention G1 est peinte au-dessus de son parebrise). Sa plaque des Études porte la mention ELV 1945 (Étude Lancement Véhicule). Il fut réalisé entièrement à la main.
Cependant un autre Type G a été vu lors d'un rassemblement de voitures anciennes à Lesquin (59) le 7 juillet 2012. Celui-ci à la mention G3 peinte au-dessus de son parebrise, sans que l'on sache s'il s'agit d'une reconstitution ou d'un autre prototype.

## Quelques caractéristiques complémentaires
- Pneus : Michelin Pilote 145 x 400
- Suspension par barres de torsion
- Capacité du réservoir : 22 l

## Postérité

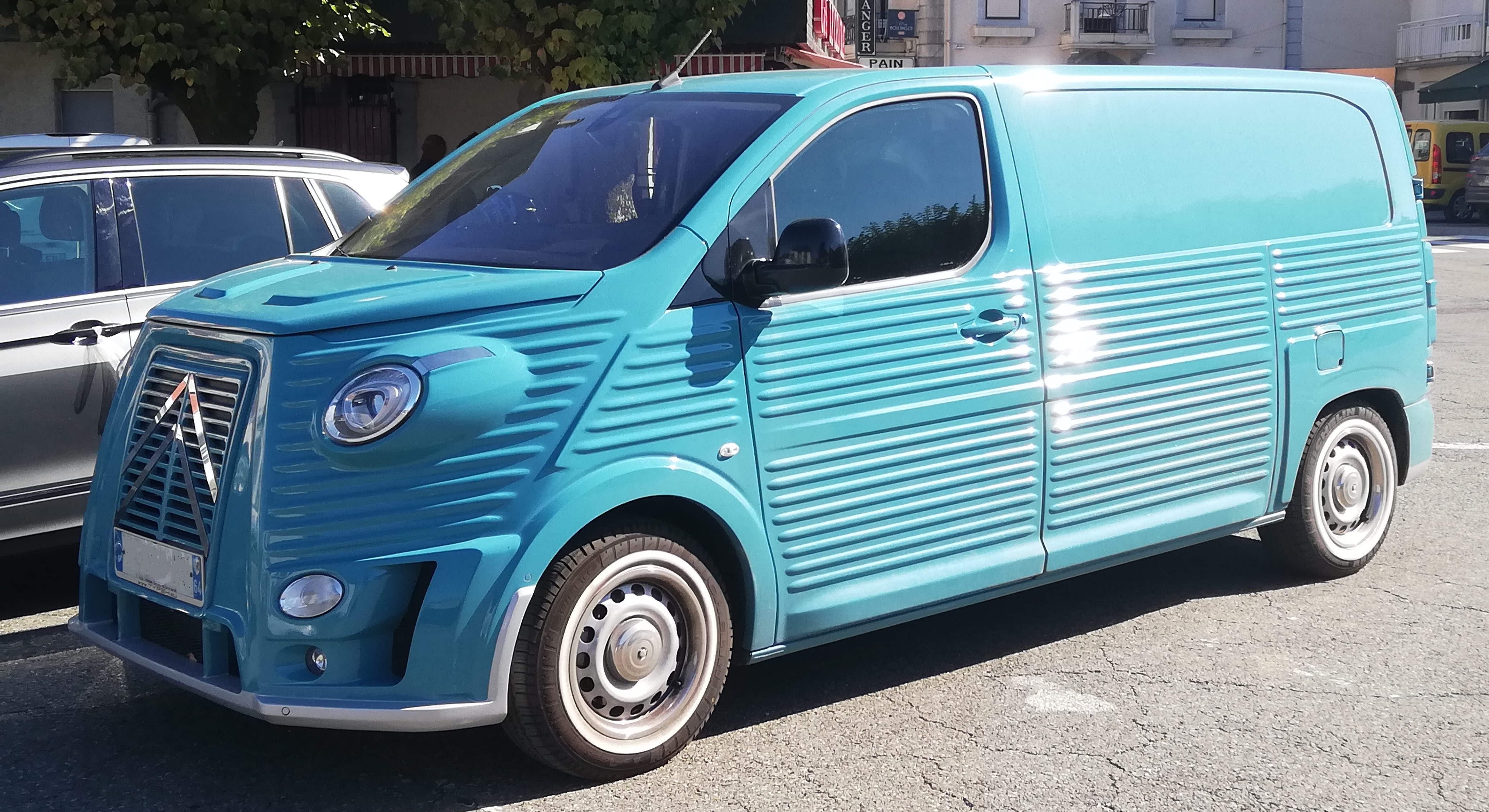
Un Citroen Jumpy carrossé façon Type HG.

Depuis 2020, le carrossier italien Caselani propose des kits nommés HG pour modifier le SpaceTourer et le Jumpy en leurs adoptant une apparence du Type H, la lettre G faisant référence au Type G.